# Cohicaleyrodes elongatus
Cohicaleyrodes elongatus là một loài côn trùng cánh nửa trong họ Aleyrodidae, phân họ Aleyrodinae.
Cohicaleyrodes elongatus được Meganathan & David miêu tả khoa học đầu tiên năm 1994.